# Michel Dupré
Michel Dupré – francuski judoka.
Mistrz Europy w 1951 i 1954. Pierwszy w drużynie w 1954 i drugi w 1953. Wicemistrz Francji w 1953 roku.